# Quý Quân, Hà Quảng
Quý Quân là một xã thuộc huyện Hà Quảng, tỉnh Cao Bằng, Việt Nam.

## Địa lý
Xã Quý Quân nằm gần trung tâm huyện Hà Quảng, có vị trí địa lý:
- Phía đông giáp thị trấn Xuân Hòa
- Phía tây giáp xã Lương Thông
- Phía nam giáp huyện Hòa An và xã Đa Thông
- Phía bắc giáp xã Sóc Hà và xã Trường Hà.

Xã Quý Quân có diện tích 27,67 km², dân số năm 2019 là 1.340 người, mật độ dân số đạt 48 người/km².
Trên địa bàn xã có sông Bằng Giang chảy qua, khi qua địa bàn xã dòng sông còn khá nhỏ nên thường gọi là suối.

## Hành chính
Xã Quý Quân được chia thành 5 xóm: Bản Láp, Lũng Mới, Lũng Nhùng, Nà Pò, Tềnh Cà Lừa.

## Lịch sử
Sau năm 1975, Quý Quân là một xã thuộc huyện Hà Quảng.
Đến năm 2019, xã Quý Quân được chia thành 11 xóm: Nà Pò - Khuổi Luông, Khuổi Tấu, Lũng Nhùng, Tềnh Cà Lừa, Bản Láp 1, Bản Láp 2, Bắc Phương, Lũng Mới, Keng Tao, Lũng Đẩy, Lũng Xàm.
Ngày 9 tháng 9 năm 2019, Hội đồng Nhân dân tỉnh Cao Bằng ban hành Nghị quyết số 27/NQ-HĐND về việc:
- Sáp nhập hai xóm Bản Láp 1 và Bản Láp 2 thành xóm Bản Láp
- Sáp nhập ba xóm Nà Pò - Khuổi Luông, Bắc Phương, Khuổi Tấu thành xóm Nà Pò
- Sáp nhập xóm Lũng Xàm vào xóm Tềnh Cà Lừa
- Sáp nhập xóm Keng Tao vào xóm Lũng Mới
- Sáp nhập xóm Lũng Đẩy vào xóm Lũng Nhùng.